# Jeunes Radicaux
Les Jeunes Radicaux est la branche jeunesse du Parti radical et un temps du Mouvement radical. Elle regroupe les adhérents du parti ayant moins de 35 ans.

## Historique

### Apparition du terme «Jeunes Radicaux»
Le terme « Jeunes Radicaux » apparaît pour la première fois en 1910, date à laquelle Marc Sangnier, utilise cette expression pour désigner deux courants politiques : le premier composé de « briandistes de gauche » aux côtés notamment d’Étienne Antonelli ainsi que Léon Vannoz qui resteront à l’écart du Parti radical en tant que tel, et le second entouré de personnalités tels Yvon Delbos et Paul Hyacinthe Loyson qui rejoindront finalement le Parti radical. Ces jeunes radicaux ne sont alors pas une branche jeunesse d’un parti au sens ou il est entendu aujourd’hui, mais un courant rénovateur antagoniste des conservateurs, qui s’appropriera cette dénomination à partir de 1912.
Dans la lignée de ce type de mouvements réformateurs naîtront plus tard un premier mouvement de jeunesses radicales en 1928 dissous en 1933 soutenant Édouard Daladier face à Édouard Herriot, et les Jeunes Turcs autour de Jacques Kayser, Gaston Bergery ou Bertrand de Jouvenel dans l'entre-deux-guerres, tous partisans d’une rénovation au sein même de leur formation, sans pour autant être organisé en mouvement de jeunesse en raison de leur âge.

### Du Parti radical à la scission
Ce n’est qu’avec l’arrivée de Pierre Mendès France à la tête du Parti radical en 1955 et la vague importante d’adhésion qui s’ensuit, qu’une véritable branche jeune organisée du parti voit le jour au travers des Jeunesses Radicales Socialistes (JRS) et de diverses fédérations étudiantes radicales (Fédération nationale des étudiants radicaux et Association parisienne des étudiants radicaux).
Après la démission de Pierre Mendès France de la tête du parti en 1957 ainsi que l’arrivée du Général de Gaulle au pouvoir, les années 1960 seront creuses pour les radicaux. Ce n’est qu’avec la présidence du parti par Jean-Jacques Servan-Schreiber en 1969, un ancien jeune mendésiste, que les radicaux connaissent un nouvel afflux de jeunes.
Cependant, en 1972, le Parti radical se scinde entre le Mouvement de la gauche radicale-socialiste (MGRS) et le Parti radical dit valoisien. En parallèle à cette partition et à la création de l’UDF en 1978 auquel participe le Parti radical, la décennie 1970 voit la création du LYMEC en 1976, intégrant alors en son sein Jeunes Radicaux valoisiens et Jeunes Radicaux de gauche.
La branche jeune vit néanmoins une période d’affaiblissement jusqu’au début des années 1990.

### Renouveau des années 1990
Après un passage à vide dans les années 1980, des membres du parti tentent d'organiser un nouveau mouvement de jeunes qui se heurte à une certaine méfiance en interne, étant donné le débat entre les partisans d'une vie intégrée au Parti des jeunes et les partisans d'une entité distincte mais rattachée pour les jeunes adhérents. En septembre 1988 se crée à Nancy, à l'initiative de Laurent Hénart, le « Courant de la Jeunesse Radicale », couvrant la moitié de la France, tout en demeurant indépendant du Parti radical qui avait fondé son propre mouvement de jeunes : MAJEUR (Mouvement Autonome des JEUnes Radicaux) de Bruno Gouallou.
Il faut attendre décembre 1991 pour qu’un processus de fusion des deux mouvements s’amorce, sous le patronage d’Yves Galland. C’est ainsi que le 10 avril 1992 cette union prend le nom de « Jeunes radicaux », désormais seule branche de jeunesse officielle du Parti radical. À la tête des Jeunes radicaux (1994-1998) et alors président de la fédération de Lorraine, Laurent Hénart consolidera le mouvement, avant de passer la main en juin 1998 à Pascal Louap, alors président de la fédération d’Île-de-France.
À la fin des années 1990 surgira le débat de la fusion éventuelle avec les autres mouvements jeunes de l'UDF, discutée avec Jean-Christophe Lagarde.

### Années 2000
Membres fondateurs de l’UMP et membre de la majorité présidentielle, les Jeunes Radicaux précisent : « Pour les jeunes, l’objectif n’est pas d’être en opposition avec les autres mouvements de la majorité mais d’affirmer une voix plus humaniste et contribuer à l’expression citoyenne […]. Engagé dans l’action gouvernementale [ils] n’en demeure[nt] pas moins attaché[s] à la nécessité de faire naître un véritable pôle social, républicain et écologiste issu du rassemblement de tous les centristes ».
En janvier 2003, Carole Stromboni, ancienne présidente de la fédération de Paris, est élue à la présidence nationale des Jeunes radicaux, sortis exsangues des élections législatives de 2002. Épaulée par un nouveau bureau, elle s’attèle à une réorganisation importante (nouveau site internet, nouveau logo, nouveau slogan (« aux racines de la République »), nouveaux statuts, refonte du programme du mouvement, réorganisation du maillage territorial et réactivation des liens internationaux notamment avec le LYMEC).
En janvier 2006, c’est au tour d’Annabelle Ferry et Arnaud Murgia de coprésider le mouvement. Leur mandat sera notamment marqué par la création de fédérations départementales de jeunes en place des fédérations régionales, ainsi que par la contribution des Jeunes radicaux au projet du Parti radical débutée à la fin du mandat de Carole Stromboni. Sur les onze pôles de réflexion du projet radical, quatre sont alors dirigés par des Jeunes radicaux.
En mai 2009, ils remettent à Martin Hirsch, haut-commissaire aux solidarités actives contre la pauvreté et haut-commissaire à la jeunesse des propositions en faveur de l’extension du RSA aux moins de 25 ans et la mise en place d’un service civique volontaire, qui seront en partie reprises dans le projet final.
À l’été 2009, ils marquent leur désaccord à l’intégration du MPF de Philippe de Villiers au sein du comité de liaison de la majorité, soulignant les différences fondamentales existant entre les différents membres de ce comité.
Le 29 juin 2010, Daniel Leca est élu à la présidence du mouvement. Il lance en octobre 2010 une campagne de « modernisation » du mouvement, en créant la dénomination « Nouvelle Génération - Jeunes Radicaux », et en changeant le logo. En novembre 2010, les militants appellent à la création d’un conseil national des jeunesses « à même d’institutionnaliser et de consacrer la participation des jeunes à la conduite des réformes ».

### Au sein de l'UDI
Le 16 avril 2011, réuni en conseil national à Paris, la Nouvelle Génération - Jeunes Radicaux, sous la présidence de Daniel Leca, se prononce pour son départ de l'UMP et la construction d'une alliance centriste. Ils sont suivis un mois plus tard, le 14 mai 2011 par l'ensemble du Parti Radical qui vote à 93 % son départ de l'UMP et sa participation à une Confédération des centres.
Membre fondateur de l'Union des démocrates et indépendants (UDI) sous l'impulsion de Jean-Louis Borloo, Daniel Leca participe à la mise en place de l'UDI Jeunes.
Le 23 juin 2015, Anne-Sophie Pala-Massoni est élue à la présidence du mouvement, à la tête d'une équipe renouvelée. Les Jeunes Radicaux lancent un travail de fond de plusieurs mois et publient un Manifeste "Inventons le 21ème Siècle" regroupant une centaine de propositions, dont plusieurs sont reprises par le Manifeste du Parti Radical "Nos idées pour 2017". En parallèle, Anne-Sophie Pala-Massoni met l'accent sur "Les Fédérations au cœur du Mouvement" afin de procéder à un renouvellement des sections départementales existantes ainsi qu'au développement du mouvement de jeunes dans tous les départements à vivier radical. Sous son impulsion, des échanges avec les Jeunes Radicaux de Gauche sont également mis en place.

### Au sein du Mouvement radical
Le départ du Parti Radical de l'UDI pour fusionner avec le Parti radical de gauche entraine le départ de NGJR de l'UDI Jeunes. Les Jeunes Radicaux sont alors recréés en juin 2018 par la fusion des deux mouvements de jeunes du Parti radical (Nouvelle Génération - Jeunes Radicaux) et du PRG (Jeunes Radicaux de gauche). Henry Dupas est alors élu président.

### Reprise d'autonomie avec le Parti radical
Par la suite, les Jeunes Radicaux ont pris position publique en faveur du revenu universel, le droit de mourir dans la dignité  ou encore la déconjugalisation de l'allocation adulte handicapé. Le 3 septembre 2022, Baptiste Bezault est élu président des Jeunes Radicaux.

## Organisation

### Bureau national
Au 7 septembre  2022.
- Président : Baptiste Bezault
- Secrétaire générale : Bénédicte Lemoine
- Secrétaire générale adjointe : Maïly Danlou-Tancrez
- Trésorière : Camille Dufour
- Relations parlementaires : Victor Cantet

- Pôle jeunes élus : Thomas Halberstadt
- Pôle idées : Maël Gallas
- Pôle cohésion : Sami chabi
- Pôle international :

### Équipes locales
Au 16 février 2022.
- Auvergne-Rhône-Alpes : Rémi Rossi
- Bourgogne-Franche-Comté : Lucas Cyprès
- Bretagne : Valérien Meunier
- Grand Est : Michael Gaillard
- Hauts-de-France : Léo Valere
- Île-de-France : Bénédicte Lemoine
- Nouvelle-Aquitaine : Victor Cantet
- Occitanie : Gaëtan Blaize
- Pays-de-la-Loire : Benjamin Brion-Allain
- Provence-Alpes-Côte d'Azur : Othman Goual